# Kozowo
Kozowo (niem. Brunnwiese, do 1937 r. Kaschewen) – wieś w Polsce położona w województwie dolnośląskim, w powiecie wołowskim, w gminie Wińsko.

## Podział administracyjny
W latach 1975–1998 miejscowość należała administracyjnie do województwa wrocławskiego.

## Nazwa
W łacińskiej Liber fundationis episcopatus Vratislaviensis (pol. Księga uposażeń biskupstwa wrocławskiego) z 1295 r. miejscowość wymieniona jest pod nazwą Cozowo.
2 lutego 1937 w miejsce nazwy Kaschewen wprowadzono nazwę Brunnwiese. 12 listopada 1946 nadano miejscowości polską nazwę Kozowo.

## Demografia
W 1933 r. w miejscowości mieszkało 212 osób, a w 1939 r. – 231 osób. W roku 2009 mieszkało w niej 127 osób. Według Narodowego Spisu Powszechnego (III 2011 r.) było ich 119.